# Vaghashen
Vaghashen (en arménien Վաղաշեն ; jusqu'en 1935 Abdalaghalu) est une communauté rurale du marz de Gegharkunik, en Arménie. Fondée en 1828-1829, elle compte 4 235 habitants en 2008.
Elle est traversée par la M11. 